# Magdalena Modzelewska-Rybicka
Magdalena Sylwia Modzelewska-Rybicka (ur. 3 listopada 1954 w Gdańsku, zm. 23 maja 2016 tamże) – polska filolożka, działaczka opozycji w okresie PRL, współzałożycielka Ruchu Młodej Polski.

## Życiorys
W 1981 ukończyła filologię polską na Uniwersytecie Gdańskim. Od 1976 zaangażowana w działalność opozycyjną, zaczynała od przepisywania „Komunikatów” wydawanych przez Komitet Obrony Robotników. Brała udział w zakładaniu trójmiejskiego Studenckiego Komitetu Solidarności (1977), należała do Ruchu Obrony Praw Człowieka i Obywatela (1978). W 1979 była wśród 25 sygnatariuszy deklaracji powołującej Ruch Młodej Polski. Współorganizowała nielegalne manifestacje rocznicowe w Gdańsku, a także spotkania modlitewne w Kościele Mariackim, w intencji aresztowanych członków Wolnych Związków Zawodowych. Pracowała w tym czasie jako nauczycielka i bibliotekarka.
W trakcie wydarzeń sierpnia 1980 wspierała strajk w Stoczni Gdańskiej. Pełniła m.in. funkcję protokolantki w czasie pierwszych rozmów z dyrekcją zakładu. Obok Bożeny Rybickiej prowadziła codzienne modlitwy przy stoczniowej bramie nr 2. Wstąpiła do „Solidarności”, pracowała w sekretariacie Lecha Wałęsy. Po wprowadzeniu stanu wojennego zajmowała się pomocą w ukrywaniu działaczy związkowych, brała udział w redagowaniu pism drugiego obiegu. Po zniesieniu stanu wojennego odbyła studia doktoranckie na Katolickim Uniwersytecie Lubelskim, a następnie studia teologiczne w Gdańskim Instytucie Teologicznym.
W latach 90. zaczęła pracować jako terapeutka w zakresie uzależnień i przemocy w rodzinie, była też przez kilka lat urzędniczką miejską w Gdańsku.
Córka Edwarda i Władysławy. Była żoną Mirosława Rybickiego. Zmarła w 2016 w wyniku choroby nowotworowej. Została pochowana na gdańskim cmentarzu Srebrzysko (rejon I, taras I).

## Odznaczenia i upamiętnienie
W 2006 została odznaczona Krzyżem Komandorskim Orderu Odrodzenia Polski. W 2015 odznaczona Krzyżem Wolności i Solidarności.
Jej wizerunek znalazł się na powstałym w 2019 muralu „Kobiety Wolności” na stacji PKM Strzyża w Gdańsku.
31 sierpnia 2020 odsłonięto poświęconą Magdalenie Modzelewskiej-Rybickiej tablicę pamiątkową na fasadzie bloku przy ul. Wojska Polskiego 20 w Strzyży.